# Ерен Албайрак
Ере́н Албайра́к (тур. Eren Albayrak, нар. 23 квітня 1991, Стамбул, Туреччина) — турецький футболіст, півзахисник клубу «Антальяспор» і збірної Туреччини.

## Титули і досягнення
- Чемпіон Туреччини (1):

«Бурсаспор»: 2009-10
- Володар Суперкубка Туреччини (1):

«Коньяспор»: 2017